# Axel Anderberg

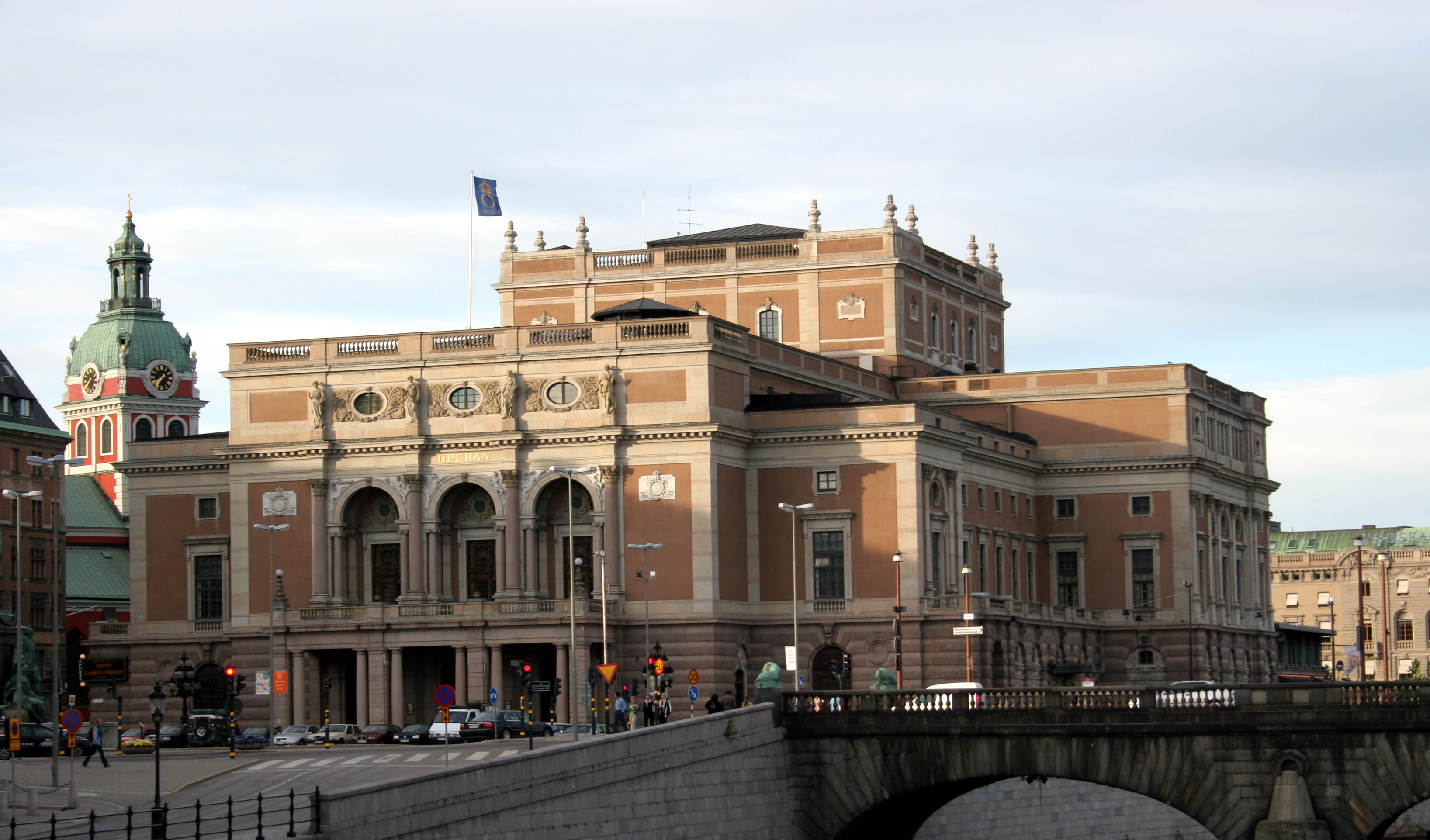
Kungliga Operan i Stockholm.

Axel Johan Anderberg, född 27 november 1860 i Kristianstad, död 27 mars 1937 i Rotebro i Sollentuna, var en svensk arkitekt.

## Biografi
Axel Anderbergs far Henrik Anderberg var byggmästare i Kristianstad, modern Matilda Lovisa Lindberg tillhörde en känd gruvfogde- och mjölnarsläkt från sörmländska Tunabergs socken. Han studerade 1880–84 vid Kungliga Tekniska högskolan i Stockholm och 1884–87 vid Konstakademiens arkitektavdelning samt reste 1887–88 i Tyskland, Frankrike och Italien. 
Karlstads teater uppfördes 1893 för att fungera både för opera och teater. Byggnaden invigdes den 7 november med en prolog skriven av Gustaf Fröding. Vid den år 1888 utlysta tävlingen för nytt operahus i Stockholm vann Axel Anderberg andra pris, och detta åtföljdes 1889 av uppdraget att i utlandet ytterligare studera teaterbyggnader. Han rest därför till Tyskland, Österrike, Frankrike och Belgien. Detta resulterade i ett nytt förslag, som fastställdes 1891. År 1898 stod byggnaden färdig. 
Där var bland andra hans syssling Johan Hertzbergs dotter Brita Hertzberg verksam från 1924.
Anderberg företog 1905 nya resor för studier av museibyggnader i England, Belgien och Tyskland. För att skaffa sig kännedom om biblioteksbyggnader åkte han 1913 till Schweiz och Tyskland.

## Verk i urval

### Teatrar
- Karlstads teater, invigd 7 november 1893
- Kungliga Operan i Stockholm, invigd 19 september 1898
- Stora teatern i Linköping, invigd 18 december 1903
- Kristianstads teater, invigd 1 september 1906
- Oscarsteatern i Stockholm, invigd 6 december 1906
- Stora teatern i Norrköping, invigd 29 februari 1908

### Andra verk
- Dahlgrenska stiftelsens byggnad i Malmö, nära Sankt Pauli kyrka och Rörsjöparken, vid Andréegatan i Rörsjöstaden, invigd 1903, riven 1978 för att ge plats åt en ny bollplan, då en dylik försvann i samband med tillbyggnaden av länsstyrelsens kontorshus i närheten.[5]
- S:t Johannes kyrka i Malmö, 1903–07
- Saltsjöbanans stationshus vid Stadsgården, Stockholm, klar 1914
- Naturhistoriska riksmuseets byggnadskomplex i Frescati i Stockholm, 1907–16
- Den närbelägna byggnaden för Vetenskapsakademien, klar 1916
- Tillbyggnad av Carolina Rediviva i Uppsala, förlängning av den bakåtgående flygeln med en tillbyggnad och en läsesalsbyggnad vinkelrätt mot denna, 1913–17
- Saltsjöbadens observatorium, 1929–31
- En andra tillbyggnad av Carolina Rediviva i Uppsala, två tillbyggnader som på ömse sidor om läsesalen från 1917. Axel Anderberg svarade för förslaget, som färdigställdes av Jöran Curman efter dennes död 1937, 1934–45

## Fotogalleri

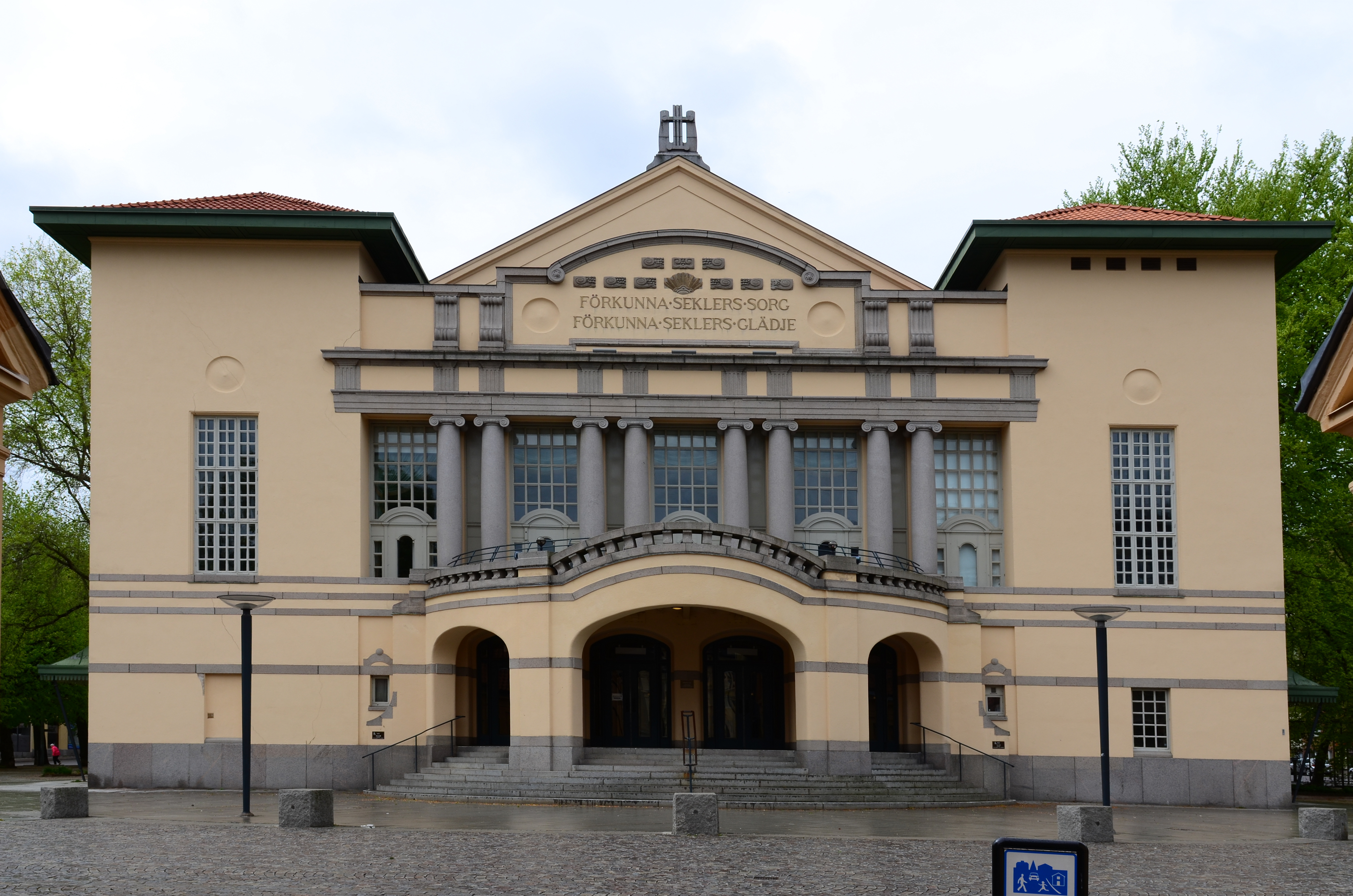
Stora teatern i Norrköping.
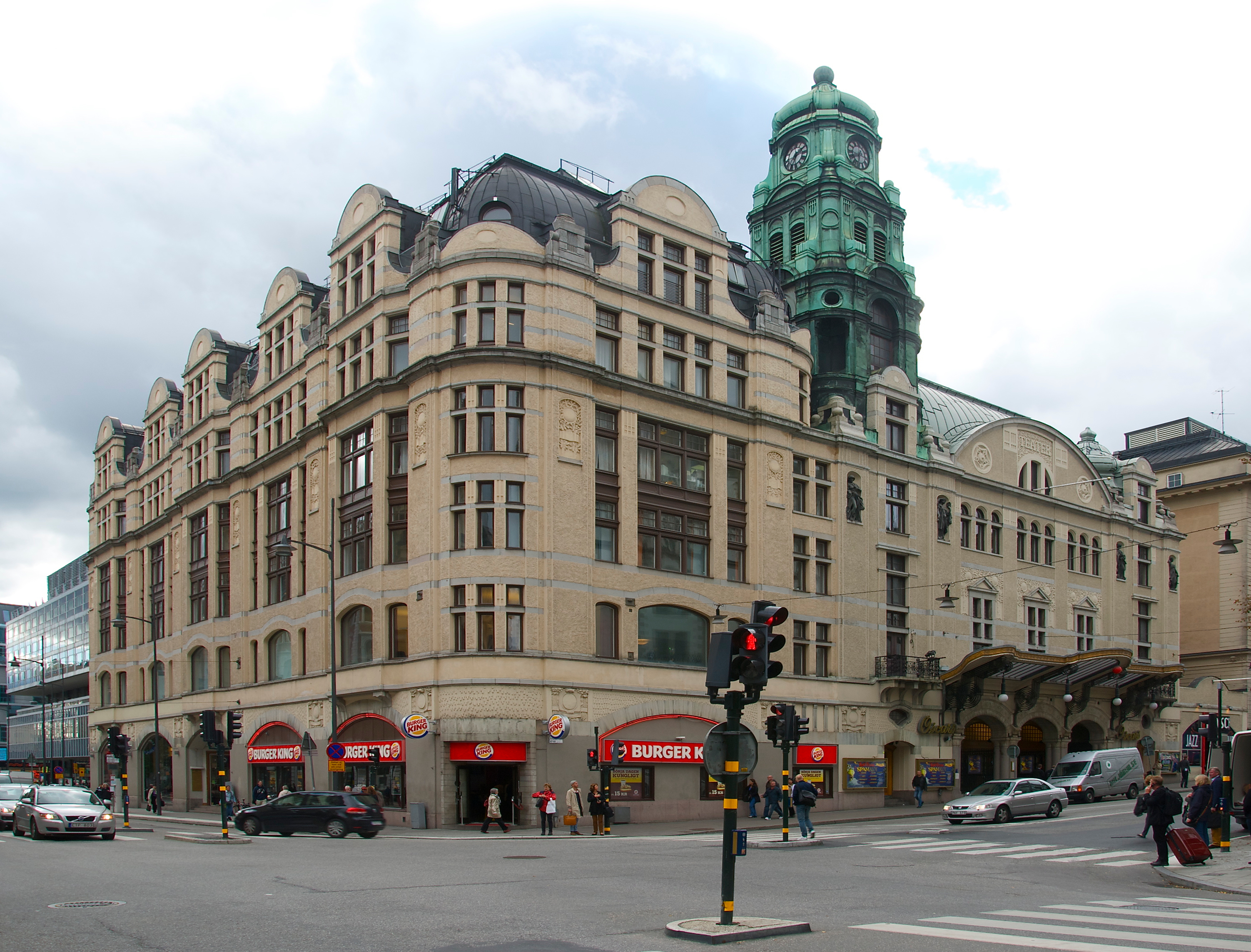
Kungsbroplatatset i Stockholm.
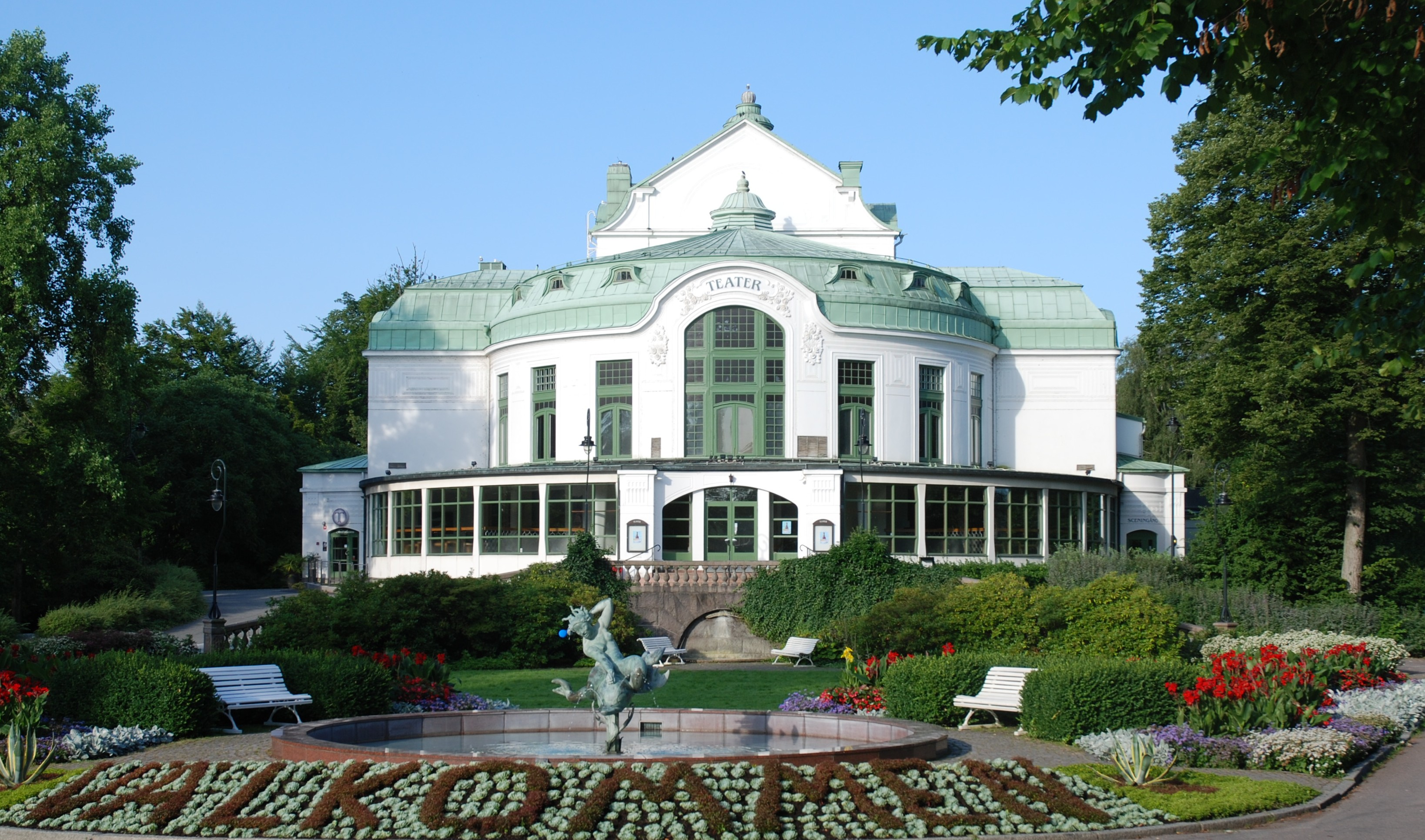
Kristianstads teater.
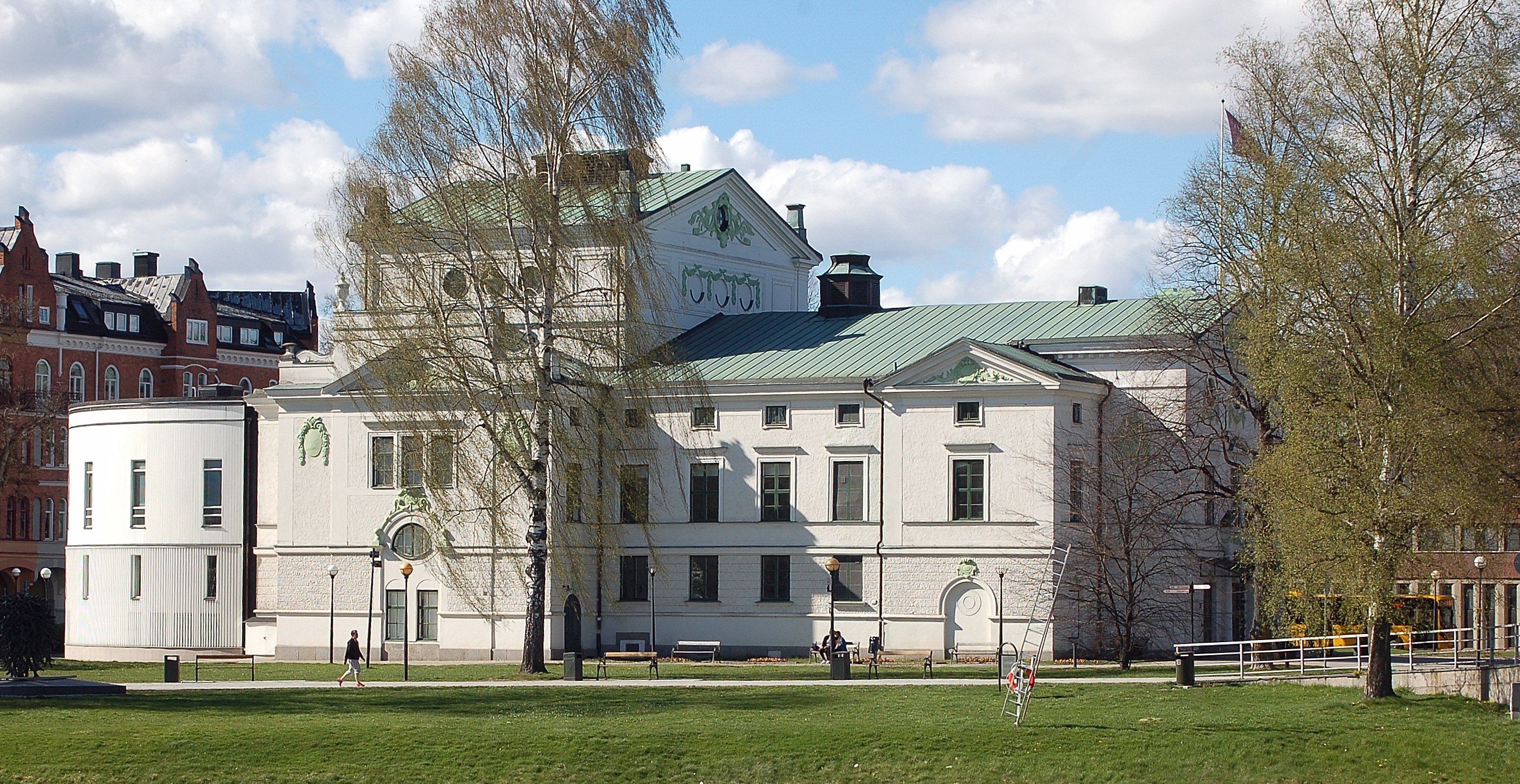
Karlstads teater.
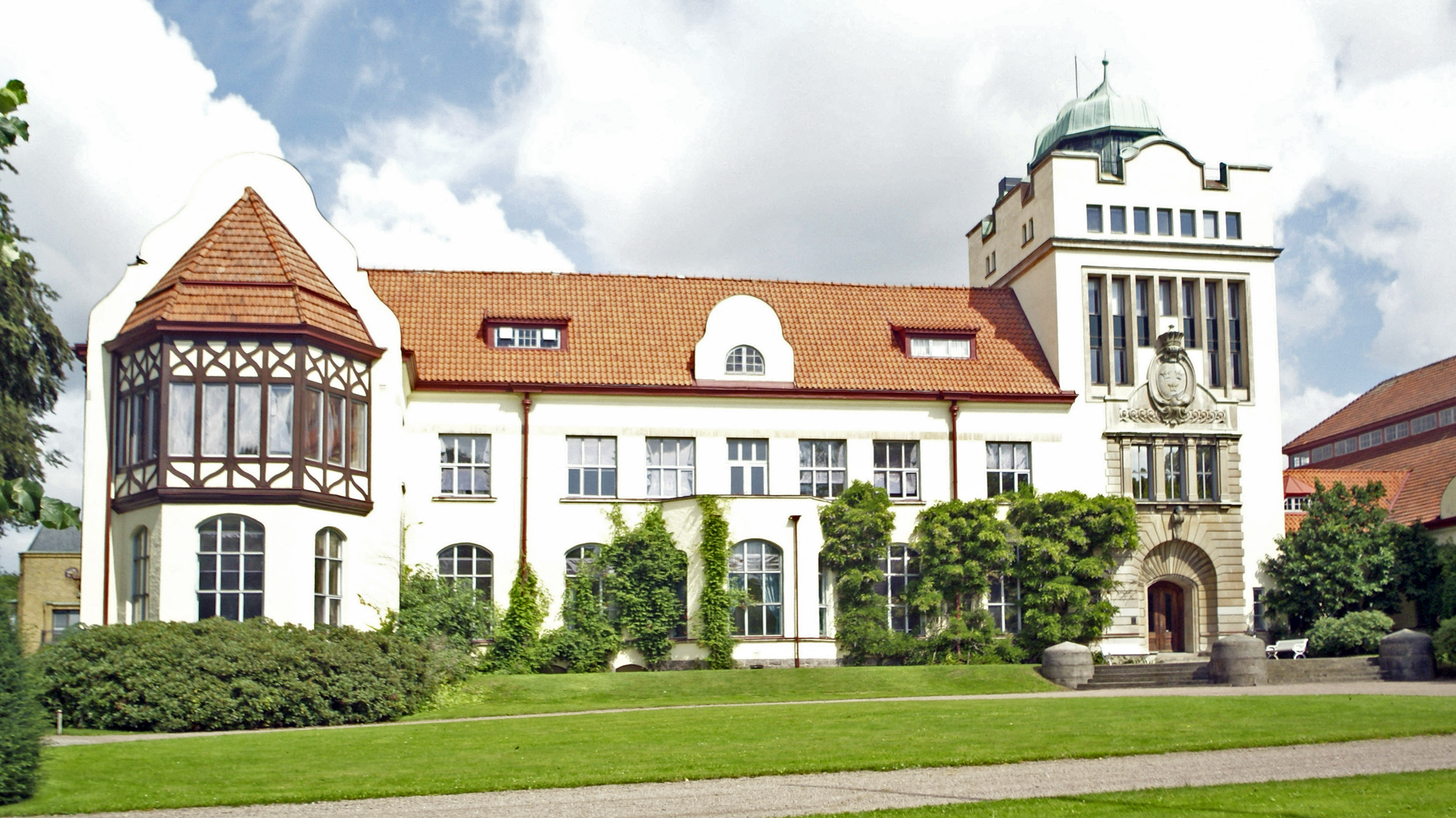
Sveriges utsädesförening i Svalöv.
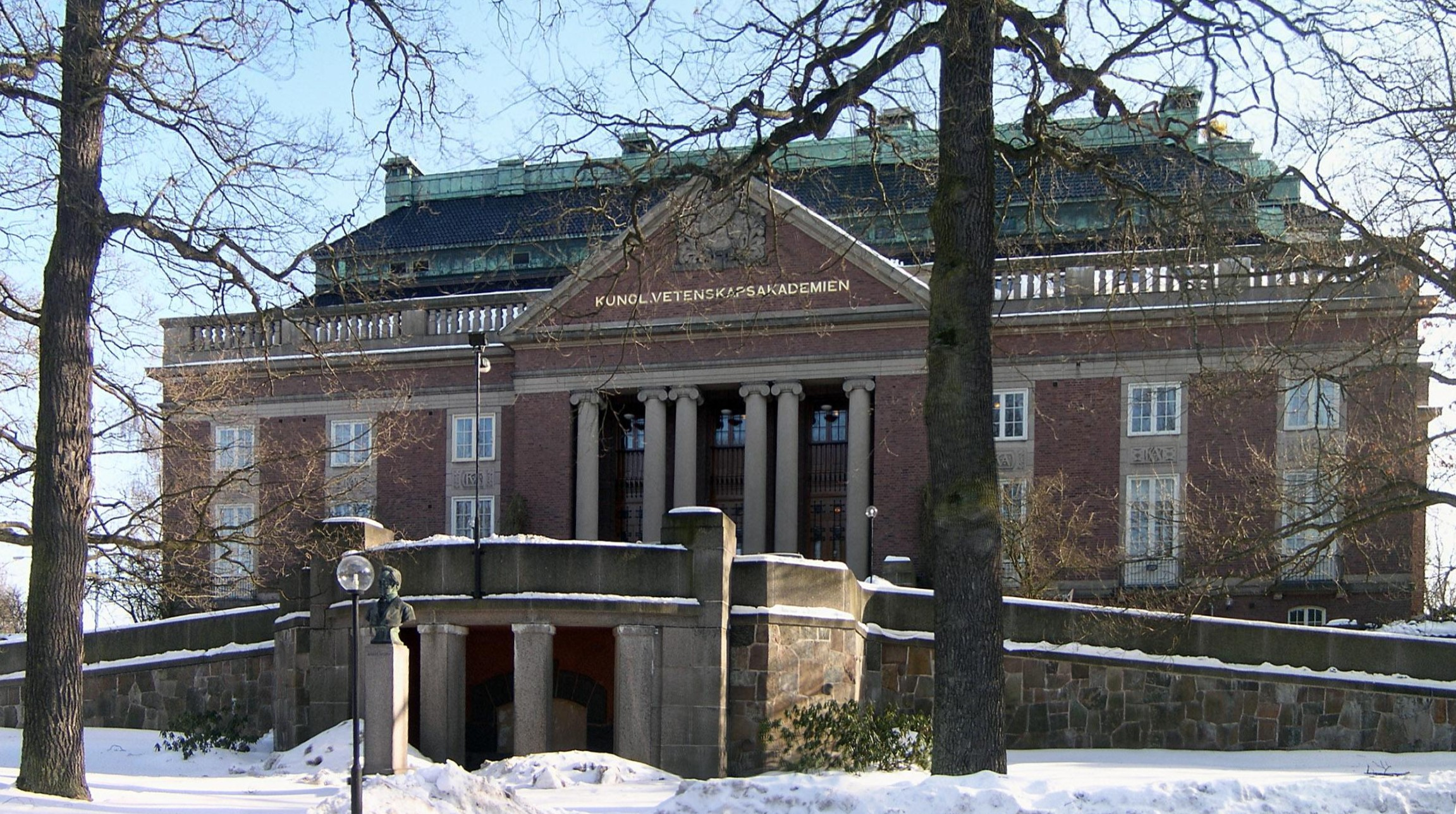
Kungliga vetenskapsakademin i Stockholm.
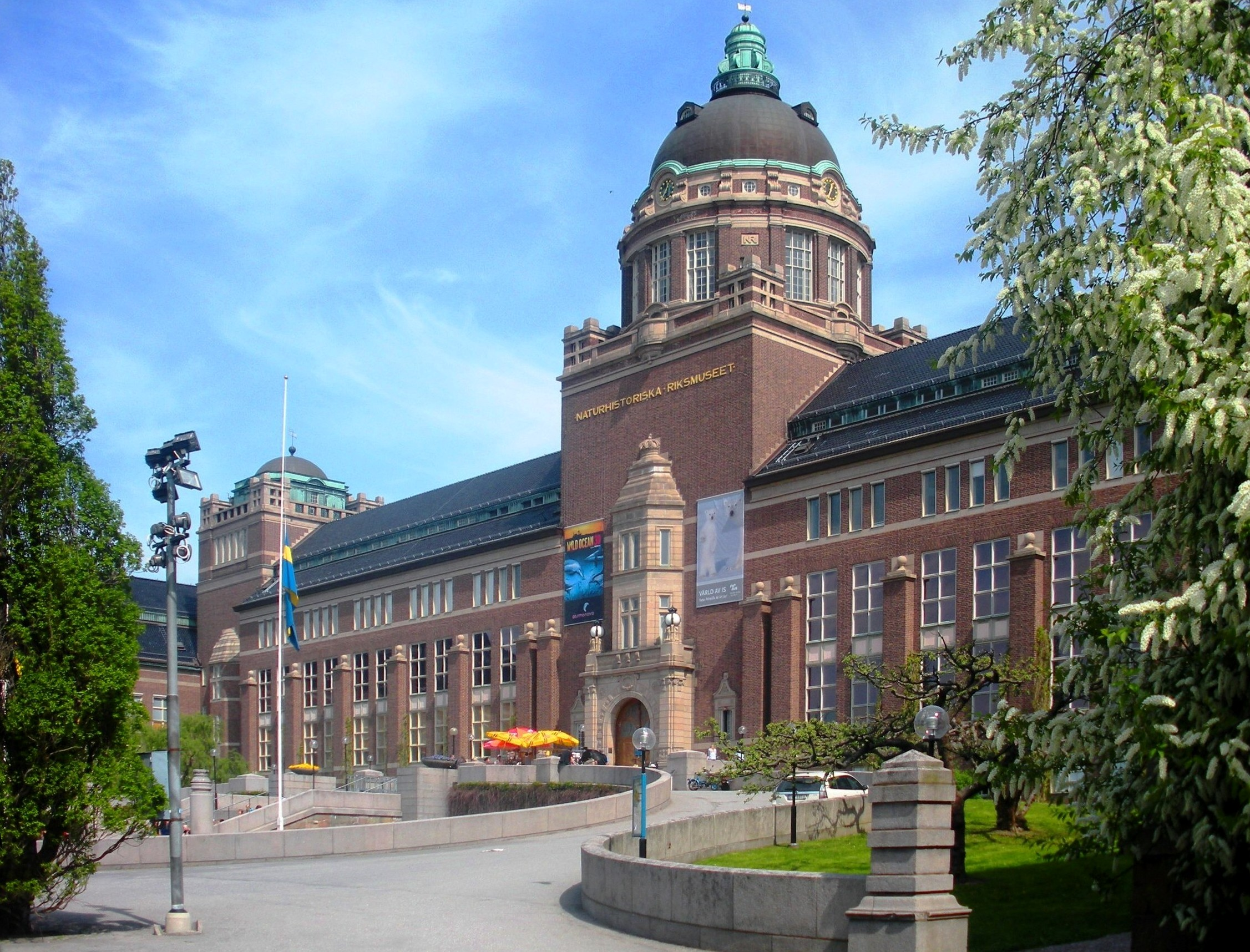
Naturhistoriska Riksmuseet i Stockholm.
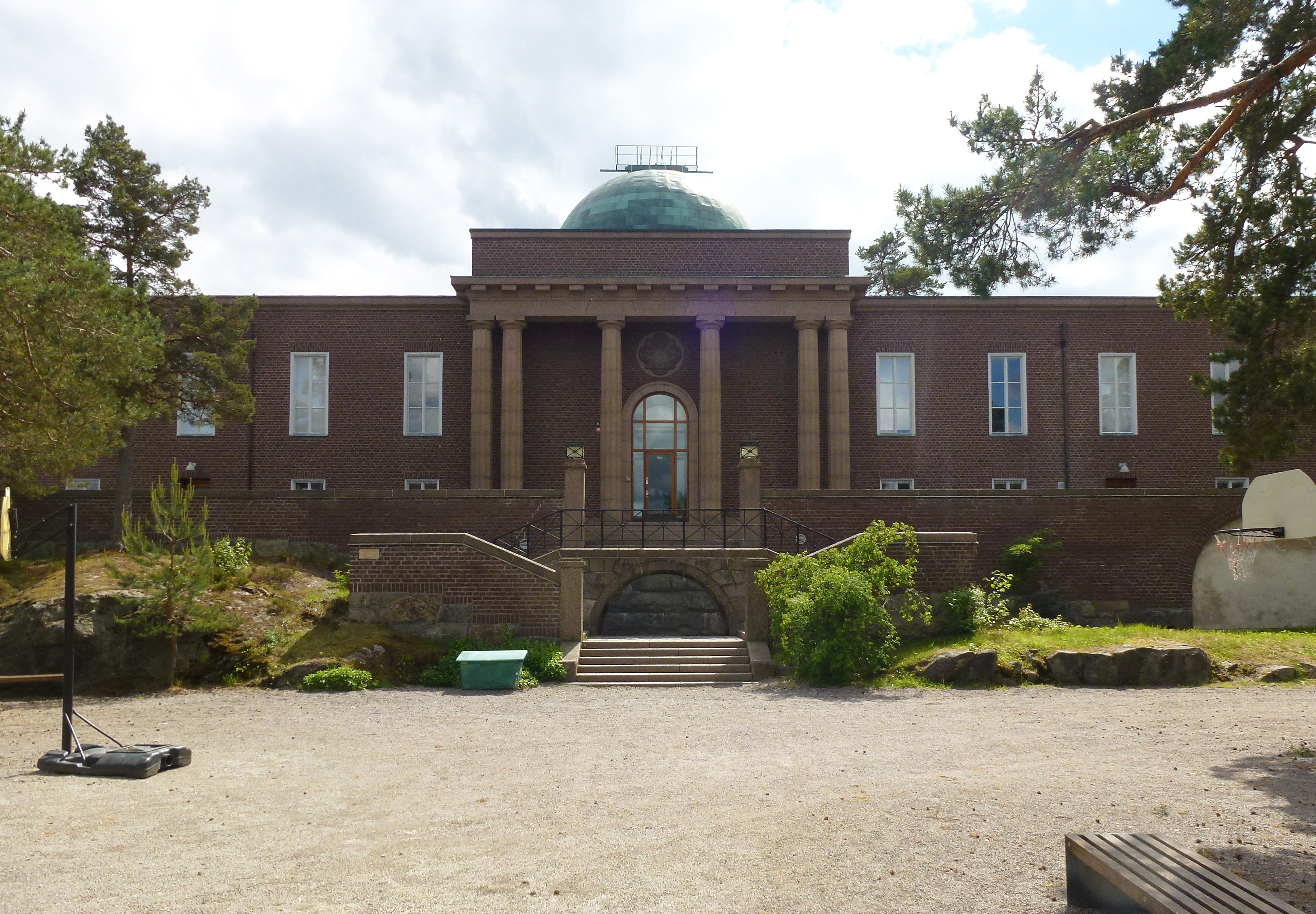
Saltsjöbadens observatorium.